# Габријела Леви
Габријела Леви (фр. Gabrielle Lévy; Париз, 11. јануар 1886 — 6. октобар 1935) била је француски неуролог, зазлужна за откриће Лерми-Левијевог синдрома и Руси-Левијеве болести.

## Епоними
Следеће две болести, за чије откриће је заслужна Габријела Леви назване су по њој:
Лерми-Левијев синдром — лагано напредујуће парализе након можданог удара, са непрекидним кореографским покретима руку и ногу и визуелним и аудиторним халуцинацијама,
Руси-Левијева болест — спиноцеребеларна дегенерације са атрофијом мишића.

## Живот и каријера
Рођена је 11. јануара 1886, године у Паризу у коме је завршила медицински факултет 1918. године. 
Након дипломирања радила је пет година у лабораторији у Салпетријер. Године 1925. године именована је за лекара у Болници Пол Бруи. Њен ментор и сарадник била је Пјер Мари (1853—1940), са којом је сарађивала на истраживању неуролошким последица код особа рањених током Првог светског рата, али и у многим другим областима неурологије. 
Након бројних истраживања проистекла је њена докторска дисертација коју је одбранила 1922. године под називом Касне последица епидемијског енцефалитиса. 
Њено главно поље интересовања била неуропсихијатрија.
Преминула је 1935. године, само годину дана након што јој је постављена дијагноза у болници Пол—Бруи прогресивног малигног поремећаја нервног система 1934. године. 